# هوغو (لاعب كرة قدم مواليد 2001)
هوغو هو لاعب كرة قدم برازيلي، ولد في 20 سبتمبر 2001.

## وصلات خارجية
- هوغو (لاعب كرة قدم مواليد 2001) على موقع قاعدة بيانات كرة القدم.إي يو (الإنجليزية)
- هوغو (لاعب كرة قدم مواليد 2001) على موقع Soccerway.com (الإنجليزية)